# Let's Run PARK杯オープントーナメント
Let's Run PARK杯オープントーナメント（Let's Run PARKはい オープントーナメント、렛츠런파크배 오픈토너먼트）は、韓国の囲碁の棋戦。2014年に創設。
- 主催 韓国馬事会
- 後援 京郷新聞
- 主管 韓国棋院
- 優勝賞金 8000万ウォン

## 方式
- 64名のトーナメント戦、決勝戦は三番勝負。
- コミは6目半
- 持時間は、各1時間、1分の秒読み1回。

## 優勝者と決勝・準決勝戦
（左が勝者、カッコ内は準決勝）
1. 2014年 李世乭 2-1 姜東潤 （李世乭 - 朴珉奎、姜東潤 - 李志賢）
2. 2015年 申眞諝 2-1 金明訓（金明訓 - 李志賢、申眞諝 - 韓態煕）